# イルベガン
イルベガン (Yilbegän、[jilbe`gæn]; Йилбегән; Yelbegänとも。 カザン・タタール語ではCilbegän/Җилбегән)は、シベリアのテュルク系民族の神話に登場する多頭の人食い怪物である。シベリアタタール人の神話にも登場する。いくつかの伝承では、イルベガンは羽を生やした竜または蛇のような生物である。一方、他の伝承においては、99本の角を持った牡牛に乗った人食い鬼じみた巨大な獣ともされる。いくつかの英雄譚では、「黄金の魔女」Altan Sibaldaiの子供たちとして、種々の数の頭を持った複数のイルベガンが登場しており、冥界の王の配下となっている。
アルタイ人の神話では、ヤルパガン・ハン(Yalpaghan Khan)という名の竜の神が登場する。あらゆる竜（イェルベゲン）はヤルパガン・ハンの配下にある。ときに七つの頭がある竜に変身することもあるという。